# Mädchenburg
Die Mädchenburg (türkisch Kız Kalesi) ist eine Festung auf einer dem Ferienort Kızkalesi vorgelagerten Insel. Sie liegt in der Südtürkei in Kilikien, im Bezirk Erdemli in der Provinz Mersin.

## Aufbau

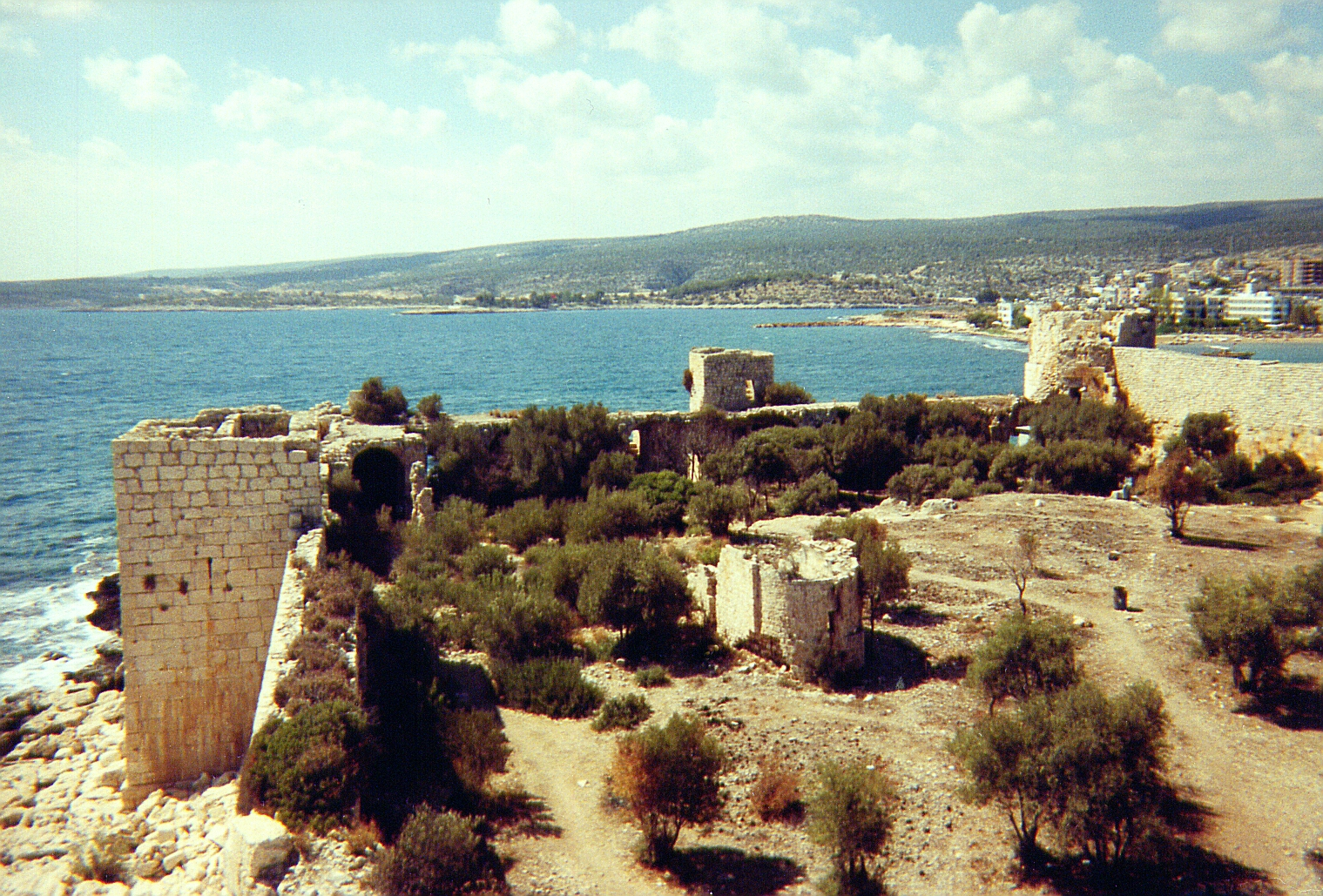
Mädchenburg vom Ostturm (1998)

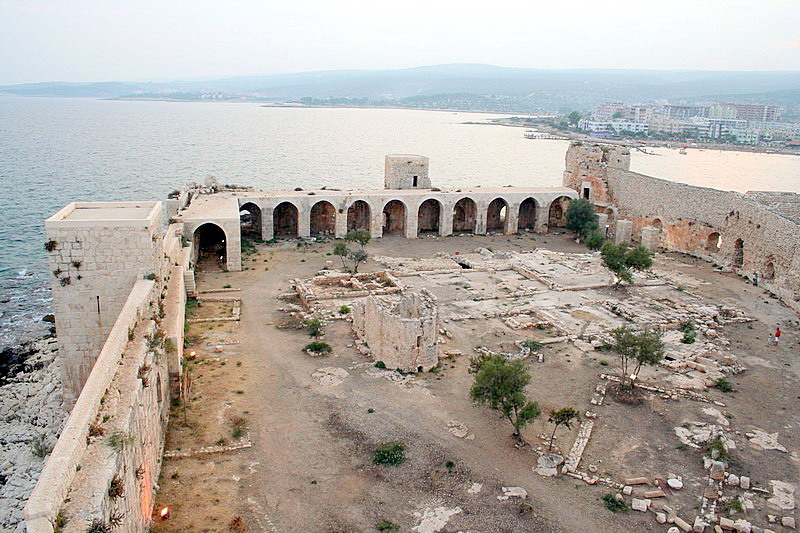
Mädchenburg vom Ostturm (2008)

Die Insel liegt etwa 300 Meter vor dem Strand, etwa 600 Meter von der Landfestung von Korykos entfernt. Ob sie mit dieser über eine Mole verbunden war, lässt sich nicht mehr feststellen. Die Mauern der Festung sind mit Schießscharten ausgestattet und haben eine Gesamtlänge von 192 m, in Ost-West-Richtung hat die Burg ihre größte Breite mit 75 m. Die Süd- und die Westmauer sind etwa rechtwinklig zueinander. Die südliche verfügt über drei rechteckige Türme, von denen der dreistöckige Ostturm der höchste ist. Über dessen innerem Eingang befanden sich die heute größtenteils verlorenen armenischen Bauinschriften. Die Westmauer hat außer dem südlichen Eckturm mittig einen halbrunden Vorsprung und im Nordwesten einen runden Eckturm. Von dort zieht sich in vier Abschnitten die Nordostmauer zum Ostturm. Der zweite Abschnitt enthält den Eingang über einen halbrunden Torturm. Danach folgen ein runder, vorgesetzter Turm und ein dreieckiger Mauervorsprung. Die Mauern bestehen aus unterschiedlichen Steinen, teils bossierte und unbossierte Quader, Spolien von antiken Bauten, teils aber auch das für armenische Bauwerke typische Kleinmauerwerk. An der Westmauer ist innen ein Wehrgang erhalten, der sich über Bögen nach innen öffnet. Im Innenhof gibt es Reste einer Kapelle und einer Zisterne.

## Historische Erwähnungen
Bei Strabon wird die Insel unter dem Namen Krambusa erwähnt. Der venezianische Reisende Giosafat Barbaro erwähnt in seinem Reisebericht aus dem 15. Jahrhundert zwei armenische Inschriften, ebenso der französische Orientalist Victor Langlois, der sie 1861 veröffentlichte. Eine davon ist noch über der restaurierten Tür des östlichen Eckturms erhalten, die zweite ist verschwunden. Laut Langlois war die Insel im Mittelalter über einen Damm mit dem Festland und der Landburg von Korykos verbunden. Tatsächlich sind heute noch sowohl am westlichen Strand als auch bei der Landfestung Korykos jeweils Reste einer Mole zu sehen. Der britische Kapitän Francis Beaufort, der im Auftrag der Admiralität in den Jahren 1811–1812 die kilikische Küste erkundete, fand die Mole von der Landburg noch etwa 100 m weit ins Meer ragend vor, mit einer Plattform für einen Leuchtturm.

## Geschichte
Laut den Inschriften am Südostturm, die Langlois dokumentiert hat, wurde die Festung im 12./13. Jahrhundert unter dem armenischen König Leon II. errichtet und wenig später ausgebaut.
Herzfeld und Guyer  halten es dennoch für möglich, dass sie bereits 1104 vom byzantinischen Admiral Eustathios erbaut wurde, was von Hild und Hellenkemper abgelehnt wird. Im 13. Jahrhundert gehörte sie zeitweilig zum Königreich Kleinarmenien unter Hethum I. Nachdem im 15. Jahrhundert die Landfestung an die Osmanen gefallen war, konnte der Emir von Karaman auch die Inselfestung erobern. 1481 verbarg sich hier Cem, der Sohn Sultan Mehmets II. auf der Flucht vor den Nachstellungen seines Bruders Beyazit. Später war die Burg ein berüchtigter Korsarenschlupfwinkel.
Den Namen Mädchenburg hat sie von der Legende über eine Prinzessin, die von ihrem Vater hierher verbannt wurde. Ihr war der Tod durch einen Schlangenbiss prophezeit worden. Die Schlange ereilte sie trotz der Verbannung über einen Obstkorb. Eine ähnliche Legende wird an zahlreichen Orten erzählt, auch beim Leanderturm in İstanbul, der den türkischen Namen Kız kulesi (Mädchenturm) hat.
Im Zuge von Restaurierungsarbeiten an den Türmen wurden 2001 mehr als ein Dutzend Skelette auf der Insel entdeckt. Aus Untersuchungen ging hervor, dass sie von einem etwa 45 Jahre zurückliegenden Gewaltverbrechen stammten.
Die Festung lässt sich für geübte Schwimmer vom Strand aus erreichen, alternativ kann man in der Sommersaison kleine Boote für die Überfahrt mieten. Die Festung trägt als Touristenattraktion nicht zuletzt dazu bei, dass sich der Ort Kızkalesi in den vergangenen Jahren zu einem beliebten Ferienort für türkische und ausländische Touristen entwickelt hat. Auch US-Soldaten, die auf der Incirlik Air Base stationiert sind, nutzen den Ort als Ausflugsziel.